# Дубока (Лепосавић)
Дубока је насеље у општини Лепосавић на Косову и Метохији. Припада месној заједници Лепосавић. Село се налази на источним обронцима Рогозне, 19 km западно од Лепосавића. По полаожају село спада у планинска села и има средњу надморску висину од 1.111 м.
У корену имена села налази се реч дуб (храст., дубока шума), тако да и данас у дворишту православне цркве на месету званом Дубље постоје столетна стабла храста веома значајних димензија. Пречник неких стабала у прсној висини износи и до 1 метра, а висина стабала је преко 10 метара. Ова врста храста је стављена под друштвену заштиту.
Назив села је старијег постанка и први пут се помиње у Повељи краља Милутина издатој 1315. године. На темељима старе цркве на Дубљу 1926. године сазидана је нова црква посвећена Успењу Пресвете Богородице – Велика Госпојина и сваке године — 28. августа код цркве се одржава велики народни сабор. У близини цркве налази се старо гробље где се на једном надгробном споменику налази натпис из 1766. године.

## Демографија
- попис становништва 1948: 68
- попис становништва 1953: 77
- попис становништва 1961: 88
- попис становништва 1971: 84
- попис становништва 1981: 64
- попис становништва 1991: 33

У насељу 2004. године живи 32 становника и има 13 домаћинстава. Родови који живе у овом селу су : Рашковићи (4 куће) и Баловићи (9 кућа).